# Switlana Kysseljowa

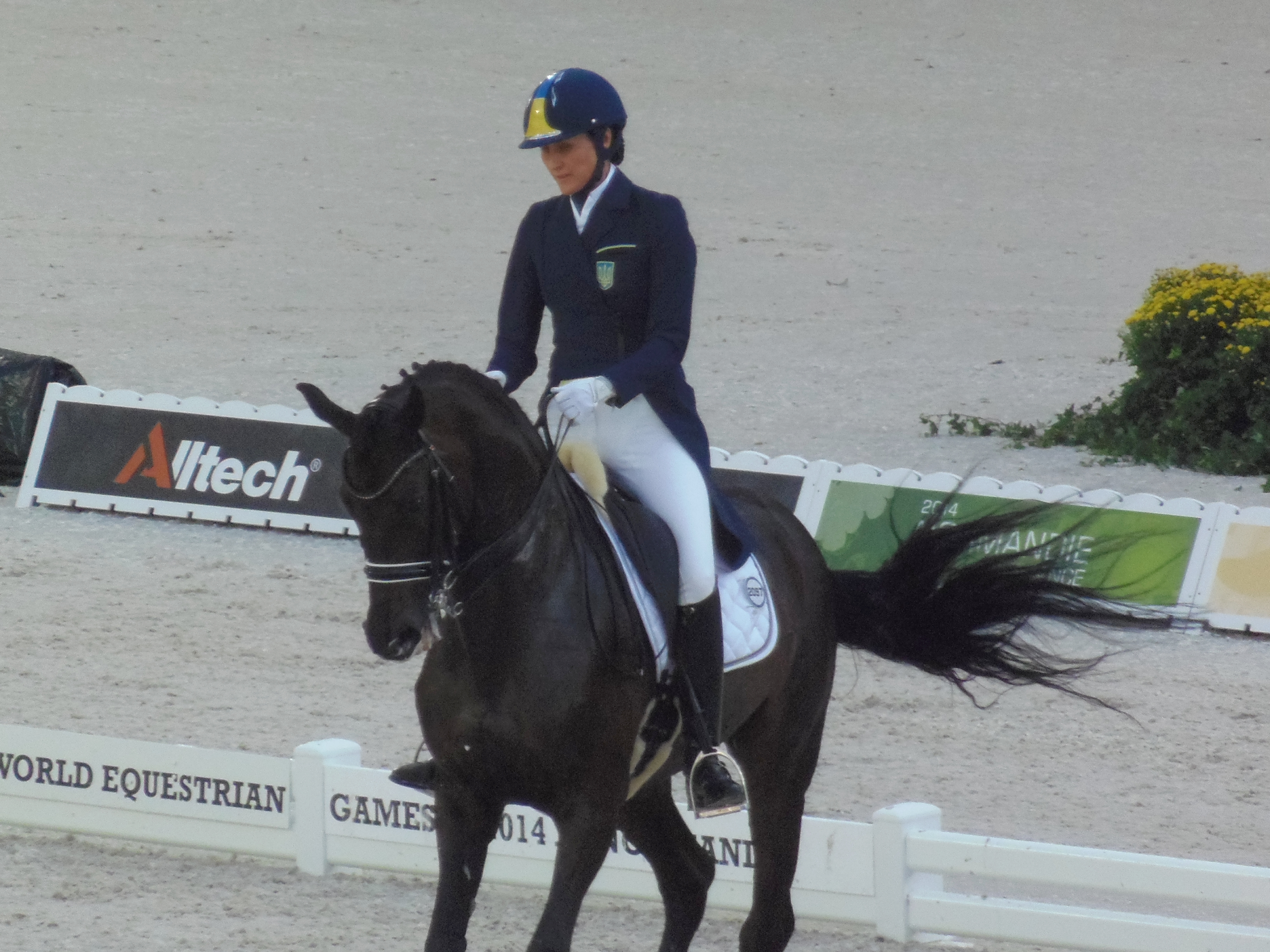
Switlana Kysseljowa und Parish (2014 FEI World Equestrian Games)

Switlana Iwaniwna Kysseljowa (ukrainisch Світлана Іванівна Кисельова, englisch Svitlana Kiseliova; * 25. August 1971 in Mykolajiw, Ukrainische SSR) ist eine ukrainische Dressurreiterin und Dressurtrainerin. 
Sie vertrat die Ukraine bei den Olympischen Sommerspielen von 2012 in der Einzel-Dressur und erreichte den Platz 46.

## Leben
Kysseljowas Großvater war ein Pferdemann, der sie schon früh mit Pferden in Kontakt brachte. Sie begann als Teenager zu Reiten und wurde Mitglied des Jugendkaders im Dressurreiten. Sie nahm an nationalen Wettbewerben teil, wo sie Wira Missewytsch kennenlernte, ein ehemaliges Mitglied der sowjetischen Goldmedaillenequipe bei den Olympischen Sommerspielen 1980. Missewytsch bot Kysseljowa an bei ihr zu trainieren. Kysseljowa nahm das Angebot an, heiratete und zog nach Kiew. Jurij Kowschow, ebenfalls ein Mitglied der sowjetischen Goldmedaillenequipe von 1980, wurde um 1995 Kysseljowas Trainer und trainierte sie und ihren dunkelbraunen Ukrainer-Wallach Parish bis zur Olympiateilnahme 2012. 2010 gewann sie den Präsidentenpokal der Russischen Föderation.

## Erfolge
| Jahr | Wettbewerb                                | Stadt      | Pferd  | Platz Einzel | Platz Equipe |
| ---- | ----------------------------------------- | ---------- | ------ | ------------ | ------------ |
| 2015 | Europameisterschaft im Dressurreiten 2015 | Aachen     | Parish | 62           | 16           |
| 2014 | Weltreiterspiele 2014                     | Caen       | Parish | 63           | 19           |
| 2013 | Europameisterschaft im Dressurreiten 2013 | Herning    | Parish | 55           | -            |
| 2012 | Olympische Sommerspiele 2012              | London     | Parish | 46           | -            |
| 2009 | Europameisterschaft im Dressurreiten 2009 | Windsor    | Parish | 39           | -            |
| 2007 | Europameisterschaft im Dressurreiten 2007 | La Mandria | Parish | 52           | -            |